# دالي تورنر (بواق)
دالي تورنر (بالإنجليزية: Dale Turner)‏ هو بواق أمريكي، ولد في 2 يوليو 1941 في مينيسوتا في الولايات المتحدة.

## وصلات خارجية
- دالي تورنر على موقع IMDb (الإنجليزية)
- دالي تورنر على موقع ميوزك برينز (الإنجليزية)
- دالي تورنر على موقع أول ميوزيك (الإنجليزية)
- دالي تورنر على موقع ديسكوغز (الإنجليزية)